# Limnonectes nitidus
Limnonectes nitidus é uma espécie de anfíbio da família Ranidae.
É endémica de Malásia.
Os seus habitats naturais são: regiões subtropicais ou tropicais húmidas de alta altitude e rios.
Está ameaçada por perda de habitat.